# Israël op het Eurovisiesongfestival 1987
Het Kdam 1987 was met 16 deelnemers het grootste Kdam ooit. Het werd gehouden op 1 april 1987 in het Cinerama Theatre in Tel Aviv en gepresenteerd door meervoudig deelneemster Yardena Arazi en door Yoram Arbell. Het doel van de avond was om een inzending te selecteren voor het Eurovisiesongfestival dat de volgende maand in Brussel georganiseerd zou worden.
Bekende deelnemers waren dit jaar Miki Kam, een populaire komiek, Orna & Moshe Datz, die vier jaar later het Kdam 1991 zouden winnen, Tzvika Pik, Izhar Cohen, die samen met zijn zus optrad, en Ilana Avital. Het was ook de doorbraak voor Etti Ankri, die deze avond haar eerste televisie-optreden had en later zeer populair zou worden.
Toen de puntentelling begon, kreeg Miki Kam van de eerste drie jury’s de volle 12 punten en leek het geen spannende avond te worden. Even later zag het scorebord er alweer heel anders uit, en uiteindelijk bereikte hij de derde plaats. Ilana Avital werd tweede met haar liedje in ABBA-stijl en de winst ging naar twee andere komieken, Datner en Kushnir. Hun liedje, Shir Habatlanim, was wat kolderiek neergezet en dat leverde kritiek op vanuit conservatieve kringen en zelfs vanuit de Israëlische regering, toen de minister van cultuur liet weten dat het geen “waardig genoeg” lied was om Israël internationaal te vertegenwoordigen.
Desondanks reisde het duo af naar België waar het de achtste plaats bereikte met 73 punten. Het optreden gaf Datner & Kushnir internationale bekendheid en vooral in IJsland viel hun optreden in de smaak, waar ze uitgenodigd werden om aan enkele shows mee te doen. De opschudding rondom de uitslag van het Kdam 1987 was echter zo groot geweest dat het besluit genomen werd (als concessie aan conservatieve groeperingen) dat de IBA het volgende jaar geen Kdam zou organiseren, maar de Israëlische inzending voor het festival dat in Ierland gehouden zou worden, intern zou aanwijzen.

## Uitslag
1. Datner & Kushnir - Shir Habatlanim 79
2. Ilana Avital - Dai Li Dai  66
3. Miki Kam - Casino Olami  65
4. Orna & Moshe Datz - Koopidon 63
5. Vardina & Izhar Cohen - Musica Hi Neshika Lanetzach 59
6. Shir - Shir  55
7. Dodo Fisher - Kinor  35
8. Arik Sinai & "Bror Hail Group" - Lachazor Habaita 29
9. Dorit Freksh - Yerushalem  16
10. Tzvika Pik - Domino 14
11. Gitit Shoval - Haklick  14
12. Haim Moshe - Eretz Hahuva 13
13. Israela Kribooshe - Aerobica 7
14. Etti Ankri - Nostalgia 3
15. Dalia Cohen - Hey Hoppa 3
16. Yaron Hadad - Olay Halaila  1

## In Brussel
In België trad Israël als tweede van 20 landen aan, na Noorwegen en voor Oostenrijk. Het land behaalde een 8ste plaats, met 73 punten.
België  en  Nederland gaven respectievelijk 6 en 3 punten aan deze inzending.

### Gekregen punten

#### Finale
| 12 punten           | 10 punten                      | 8 punten                  | 7 punten    | 6 punten     |
| ------------------- | ------------------------------ | ------------------------- | ----------- | ------------ |
|                     | - Frankrijk - Portugal         | - Duitsland - Zwitserland | - Finland   | - België     |
| 5 punten            | 4 punten                       | 3 punten                  | 2 punten    | 1 punt       |
| - Ierland - IJsland | - Verenigd Koninkrijk - Zweden | - Nederland               | - Noorwegen | - Oostenrijk |

### Punten gegeven door Israël

#### Finale
Punten gegeven in de finale:
| 12 punten | Zweden              |
| 10 punten | Verenigd Koninkrijk |
| 8 punten  | Duitsland           |
| 7 punten  | Joegoslavië         |
| 6 punten  | Denemarken          |
| 5 punten  | Nederland           |
| 4 punten  | Ierland             |
| 3 punten  | Italië              |
| 2 punten  | België              |
| 1 punt    | Zwitserland         |

1973 · 1974 · 1975 · 1976 · 1977 · 1978 · 1979 · 1980 · 1981 · 1982 · 1983 · 1984 · 1985 · 1986 · 1987 · 1988 · 1989 · 1990 · 1991 · 1992 · 1993 · 1994 · 1995 · 1996-1997 · 1998 · 1999 · 2000 · 2001 · 2002 · 2003 · 2004 · 2005 · 2006 · 2007 · 2008 · 2009 · 2010 · 2011 · 2012 · 2013 · 2014 · 2015 · 2016 · 2017 · 2018 · 2019 · 2020 · 2021 · 2022 · 2023 · 2024 · 2025